# تینسوبتینگا
تینسوبتینگا شهری در شهرستان توئسه در استان بازگا در بورکینافاسوی مرکزی است و جمعیت آن ۷۵۲ نفر است.